# Gränsövergångar i Berlin

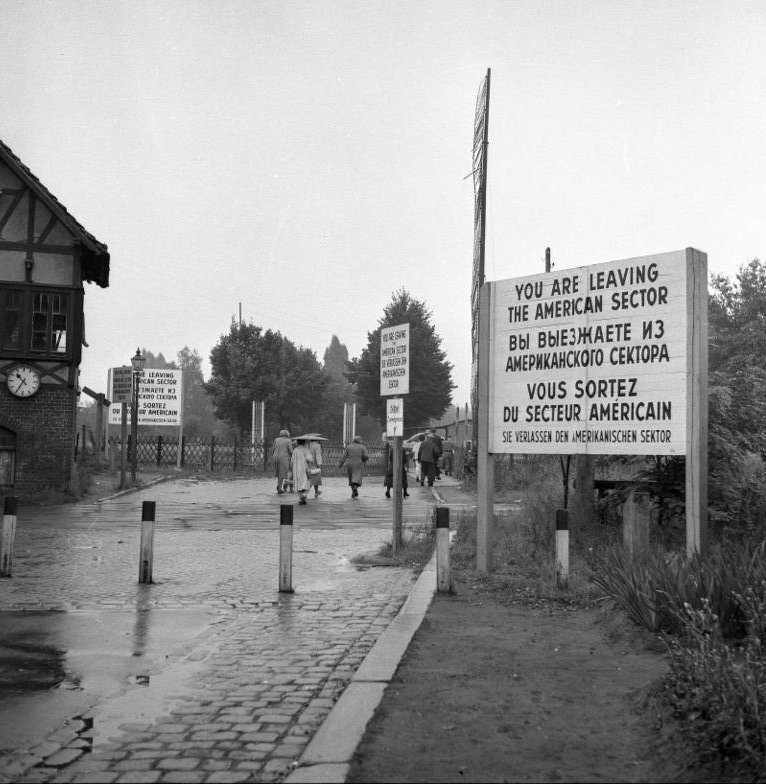
Övergång från den amerikanska zonen i Västberlin till den sovjetiska zonen i Östtyskland vid Düppels station i Zehlendorf i sydvästra Berlin 1955. Texten på skylten säger "Ni lämnar den amerikanska sektorn" på engelska, ryska, franska respektive tyska.

Gränsövergångar i Berlin skapades som en följd av delningen av Tyskland efter andra världskriget, som antogs på Potsdamkonferensen 1945. Innan Berlinmuren byggdes kontrollerades inte resor mellan de östra och västra delarna av Berlin, men därefter infördes mer restriktioner av resorna däremellan av de sovjetiska och östtyska myndigheterna. Möjligheten till okontrollerade resor, särskilt efter uppförandet av gränsen mellan Öst- och Västtyskland, gjorde det möjligt för medborgare i de länder vilka var under sovjetisk kontroll, att hoppa av till väst när de besökte Berlin, vilket resulterade i byggandet av Berlinmuren och Berlinkonfrontationen 1961.